# Marlene Weingärtner
Marlene Weingärtner (*  30. Januar 1980 in Heidelberg) ist eine ehemalige deutsche Tennisspielerin.

## Karriere
Weingärtner, deren Eltern Rumäniendeutsche sind (Banater Schwaben), begann mit acht Jahren mit dem Tennisspielen und konnte früh die ersten Erfolge verzeichnen. Bei den Juniorinnen stand sie jeweils im Endspiel der French Open, US Open und Australian Open.
In ihrer Laufbahn gewann sie vier Doppeltitel, drei davon auf der ITF-Turnieren und einen auf der WTA Tour. Ihre höchste Platzierung in der Weltrangliste erreichte sie 2002 im Einzel mit Platz 36, in der Doppelweltrangliste wurde sie im Januar 2005 auf Platz 34 geführt. Ihr einziges WTA-Einzelfinale verlor sie 2004 in Bali gegen Swetlana Kusnezowa. Von 1999 bis 2004 beendete Weingärtner die Saison stets in den Top 100, zweimal in den Top 50.
2003 konnte sie bei den Australian Open die Titelverteidigerin und damalige Nummer 3, Jennifer Capriati, in der ersten Runde nach Satzrückstand besiegen. Zu den Spielerinnen, die sie im Lauf ihrer Karriere schlagen konnte, gehören Arantxa Sánchez Vicario, Sandrine Testud, Nadja Petrowa, Amanda Coetzer, Conchita Martínez und Martina Hingis. Gegen Petrowa, Coetzer und Sánchez Vicario hat sie jeweils positive Matchblanzen (2:1, 2:1 und 2:0).
In der Tennis-Bundesliga wurde sie 2004 mit dem TC Moers 08 Deutsche Mannschaftsmeisterin.
Verletzungsbedingt beendete Weingärtner ihre sportliche Karriere im Jahr 2005. Ihr letztes Match war eine 2:6-, 0:6-Niederlage gegen Sun Tiantian in der Qualifikation für die US Open im September, der letzte Sieg (1:6, 6:2, 6:2) gelang ihr im Februar 2005 in Pattaya gegen Martina Hingis.
Beim WTA-Turnier in Bad Gastein im Juli 2008 trat sie noch ein letztes Mal bei einem Profiturnier an. An der Seite der von einer schweren Krebserkrankung genesenen Sandra Klemenschits überstand sie kampflos die erste Runde im Doppel, in der zweiten Runde mussten sich die beiden der chinesischen Paarung Xu Yifan/Zhang Shuai geschlagen geben.

## Privates
Neben ihrer Tenniskarriere war sie künstlerisch tätig; ihre Bilder signierte sie mit dem Künstlernamen Marwei.
Im Anschluss an ihre sportliche Karriere nahm Marlene Weingärtner an der Universität Ulm ein Medizinstudium auf, das sie im November 2013 abschloss. 2019 wurde sie in Ulm promoviert. Inzwischen arbeitet sie als niedergelassene Ärztin und Osteopathin in Berchtesgaden.

## Erfolge

### Einzel

#### Finalteilnahme
| Nr. | Datum              | Turnier | Kategorie    | Belag     | Turniersiegerin    | Ergebnis |
| --- | ------------------ | ------- | ------------ | --------- | ------------------ | -------- |
| 1   | 19. September 2004 | Bali    | WTA Tier III | Hartplatz | Swetlana Kusnezowa | 1:6, 4:6 |

### Doppel

#### Turniersieg
| Nr. | Datum           | Turnier    | Kategorie    | Belag     | Partnerin    | Finalgegnerinnen                         | Ergebnis  |
| --- | --------------- | ---------- | ------------ | --------- | ------------ | ---------------------------------------- | --------- |
| 1   | 22. August 2004 | Cincinnati | WTA Tier III | Hartplatz | Jill Craybas | Emmanuelle Gagliardi Anna-Lena Grönefeld | 7:5, 7:62 |

#### Finalteilnahme
| Nr. | Datum            | Turnier   | Kategorie    | Belag             | Partnerin    | Turniersiegerinnen                  | Ergebnis       |
| --- | ---------------- | --------- | ------------ | ----------------- | ------------ | ----------------------------------- | -------------- |
| 1   | 31. Oktober 2004 | Luxemburg | WTA Tier III | Hartplatz (Halle) | Jill Craybas | Virginia Ruano Pascual Paola Suárez | 1:6, 7:61, 3:6 |

## Abschneiden bei Grand-Slam-Turnieren

### Einzel
| Turnier         | 1998 | 1999 | 2000 | 2001 | 2002 | 2003 | 2004 | 2005 | Bilanz | Karriere |
| --------------- | ---- | ---- | ---- | ---- | ---- | ---- | ---- | ---- | ------ | -------- |
| Australian Open | —    | 1    | 2    | 3    | AF   | 3    | 1    | 1    | 8:7    | AF       |
| French Open     | —    | 1    | 2    | 1    | 1    | 2    | AF   | 1    | 5:7    | AF       |
| Wimbledon       | —    | 2    | 2    | 2    | 2    | 2    | 1    | 1    | 5:7    | 2        |
| US Open         | 2    | 1    | —    | 1    | 1    | 1    | 1    | —    | 1:6    | 2        |

### Doppel
| Turnier         | 1996 | 1997 | 1998 | 1999 | 2000 | 2001 | 2002 | 2003 | 2004 | 2005 | Bilanz | Karriere |
| --------------- | ---- | ---- | ---- | ---- | ---- | ---- | ---- | ---- | ---- | ---- | ------ | -------- |
| Australian Open | —    | —    | —    | 1    | —    | —    | 1    | 1    | —    | 1    | 0:4    | 1        |
| French Open     | —    | —    | —    | —    | —    | 1    | 1    | 1    | VF   | 1    | 3:5    | VF       |
| Wimbledon       | —    | —    | —    | 1    | —    | 1    | VF   | 1    | 1    | 1    | 3:6    | VF       |
| US Open         | 1    | —    | —    | —    | —    | 2    | 1    | —    | 2    | 1    | 2:5    | 2        |